# Zita Užlytė
Zita Užlytė (ur. 13 stycznia 1980 w Święcianach) – litewska nauczycielka, posłanka na Sejm Republiki Litewskiej.

## Życiorys
Po ukończeniu szkoły średniej w Święcianach studiowała filologię litewską na Wileńskim Uniwersytecie Pedagogicznym. Od 2002 pracowała jako nauczycielka litewskiego w szkole średniej w Rzeszy. Podjęła także studia z zakresu europeistyki Uniwersytecie im. Michała Römera w Wilnie.
W wyborach parlamentarnych w 2008 została wybrana posłanką na Sejm z ramienia Partii Wskrzeszenia Narodowego w okręgu Olita. W trakcie kadencji przystąpił do frakcji Partii Chrześcijańskiej. W 2012 bezskutecznie ubiegała się o reelekcję z ramienia ugrupowania Związek TAK.